# Élections législatives néo-zélandaises de 1908
Les élections législatives néo-zélandaises de 1908 ont lieu du 17 novembre au 2 décembre 1908 pour élire 80 députés de la Chambre des représentants.